# Towarzystwo Kredytowe Przemysłu Polskiego
Towarzystwo Kredytowe Przemysłu Polskiego – instytucja kredytowa istniejąca w latach 1898–1948, mająca na celu ułatwienie odbudowy i rozwoju przemysłu polskiego, poprzez udzielanie długoterminowych pożyczek prywatnym przedsiębiorcom na cele inwestycyjne, które gwarantowane były przez Skarb Państwa.

## Powstanie Towarzystwa
W 1898 r. powstało Towarzystwo. Ustawą z 1920 r. przyznano Towarzystwo kredyt w postaci obligacji, mający za zadanie odbudowę, uruchomienie i rozwój przemysłu na obszarze RP. Kształt organizacyjny i zasady funkcjonowania Towarzystwa nadano na podstawie rozporządzenia Ministra Skarbu z 1921 r. w przedmiocie Statutu Towarzystwa Kredytowego Przemysłu Polskiego. W myśl rozporządzenia Towarzystwo mogło być założone przez właścicieli przedsiębiorstw przemysłowych celem udzielania pożyczek w listach zastawnych, zabezpieczonych hipotecznie na nieruchomościach, maszynach i urządzeniach zakładów przemysłowych, znajdujących się w granicach Rzeczypospolitej Polskiej.
Osoba zaciągająca pożyczkę w Towarzystwie stawała się jednocześnie jego członkiem i była odpowiedzialna za regularną i terminową spłatę rat. Członek Towarzystwa odpowiadał zarówno nieruchomościami, maszynami i urządzeniami, stanowiących zabezpieczenie pożyczki, jak i całym majątkiem osobistym do wysokości zaciągniętej pożyczki.
Towarzystwo powstawało formalnie wtedy, gdy przynajmniej trzydziestu właścicieli przedsiębiorstw wyraziło gotowość założenia Towarzystwa i ubezpieczyło swój majątek od ognia, na sumę nie mniejszą niż sto milionów marek polskich.
Nadzór nad Towarzystwem sprawował Minister Skarbu.
Towarzystwo było osobą prawną i miało swoją siedzibą w Warszawie. Jego działalność rozciągała się na całe państwo.

## Udzielanie pożyczek
Towarzystwo udzielało pożyczek wyłącznie właścicielom przedsiębiorstw przemysłowych, którego przedsiębiorstwo było uruchomione i ubezpieczone oraz miało założoną hipotekę. Wysokość pożyczek ustalał Zarząd Towarzystwa, których wartość nie mogła przekroczyć 50% szacunku gruntów i budynków i 40% szacunku maszyn i urządzeń przemysłowych.
Osoba pragnąca otrzymać pożyczkę w Towarzystwie składała Zarządowi podanie o jej udzielenie, wraz z następującymi załącznikami:
- wypisu wykazu hipotecznego nieruchomości, na której była zabezpieczona pożyczka;
- planu geometrycznego i sytuacyjnego położenia nieruchomości wraz z oznaczeniem istniejących na niej zabudowań;
- planu rozmieszczenia w poszczególnych budynkach oraz pomieszczeniach maszyn i urządzeń;
- wykazu znajdujących się w nieruchomości maszyn i urządzeń;
- inne dokumenty i dowody.

## Władze Towarzystwa
Władze Towarzystwa stanowiły:
- Zarząd Towarzystwa,
- Rada Nadzorcza,
- Walne Zgromadzenie Członków Towarzystwa.

### Zarząd
W Zarządzie skupiono była cała władza administracyjna i wykonawcza. Zarząd składał się z 12 członków, wybieranych na okres trzech lat przez Walne Zgromadzenie. Co najmniej polowa członków Zarządu była wybierana spośród członków Towarzystwa. Ponadto Zarząd wybierał corocznie spośród siebie Prezesa i Wiceprezesa.
Zarząd prowadził wszystkie sprawy Towarzystwa. W szczególności do jego obowiązków należało:
- zorganizowanie i prowadzenie rachunkowości, korespondencji i kasy,
- mianowanie i zwalnianie urzędników, określanie wysokości ich wynagrodzenia i ustalanie podziału pracy,
- zawieranie umów i wydawanie pełnomocnictw w imieniu Towarzystwa,
- nabywanie i sprzedawanie nieruchomości,
- planowanie projektów rocznych budżetów, bilansów i sprawozdań,
- przyznawanie pożyczek,
- decydowanie w innych sprawach Towarzystwa.

Zarząd przedstawiał Walnemu Zgromadzeniu sprawozdania, które zawierały dane o:
- liczbie pożyczek i wysokości kapitałów,
- liczbie nowo zaciągających pożyczki i o sumie udzielonych pożyczek,
- sumie pożyczek spłaconych przez dłużników w ciągu okresu sprawozdawczego,
- karach pieniężnych i zaległościach w spłatach należności,
- liczbie i sumie listów zastawnych nowo wypuszczonych,
- liczbie i sumie listów zastawnych, podlegających umorzeniu w okresie sprawozdawczym,
- liczbie i sumie listów pozostających w obiegu do następnego okresu,
- poniesionych kosztów na administrację i innych wydatkach Towarzystwa,
- ilości gotówki znajdującej się w kasie Towarzystwa.

### Rada Nadzorcza
Rada Nadzorcza składała się z 16 członków wybieranych na cztery lata. Dwunastu członków Rady wybierało Walne Zgromadzenie, czterech wybierało Zebranie Wyborcze właścicieli listów zastawnych. Wśród członków Rady, co najmniej ośmiu było członkami Towarzystwa. Rada wybierała Prezesa i dwóch Wiceprezesów. Do ważności postanowień Rady Nadzorczej potrzebna była obecność Prezesa lub Wiceprezesa i przynajmniej sześciu członków.

### Walne Zgromadzenie Członków Towarzystwa
Walne Zgromadzenie członków było najwyższą władzą Towarzystwa i decydowała o wszystkich sprawach dotyczących Towarzystwa. W Walnym Zgromadzeniu miał prawo uczestniczyć każdy członek Towarzystwa.
Walne Zgromadzenia miały charakter zwyczajne i nadzwyczajne. Zgromadzenia zwyczajne zwoływane były corocznie w stałym terminie. Dla rozpoznania spraw nadzwyczajnych wymagających bezzwłocznego rozstrzygnięcia, zwoływano zgromadzenie nadzwyczajne. Walne Zgromadzenie obradowały pod przewodnictwem Prezesa Rady Nadzorczej.

## Nadzór rządowy
Działalność Towarzystwa podlegała nadzorowi Rządu i kontroli, którą wykonywał Minister Skarbu za pośrednictwem Delegata i jego zastępców. Delegat pośredniczył w stosunkach między Towarzystwem, a Ministrem Skarbu i czuwał nad tym, aby Towarzystwo ściśle stosowało się do warunków Statutu i do ogólnych przepisów prawa, aby dokładnie wykonywało swoje zobowiązania i w działalności swej przestrzegało dobra Państwa, jako też interesów właścicieli listów zastawnych.

## Zmiany w statucie Towarzystwa
W latach 1925–1929 wprowadzono rozporządzeniami Ministra Skarbu pewne zmiany i uzupełnienia do statutu. Stwierdzono, że istnienie Towarzystwa nie było ograniczone żadnym terminem. W pierwszych dziesięciu latach swego istnienia Towarzystwo mogło udzielać pożyczek w różnych walutach.

## Zniesienie Towarzystwa
Na podstawie uchwały Rady Ministrów z 1948 r. o likwidacji towarzystw kredytowych zniesiono Towarzystwo Kredytowe Przemysłu Polskiego.